# 外科医ポン・ダルヒ
『外科医ポン・ダルヒ』（げかい ポン・ダルヒ、原題：외과의사 봉달희）は、2007年にSBSで放送された韓国の連続テレビドラマ。大学病院を舞台に胸部外科の新人研修医たちの修練と成長を描く。出演はイ・ヨウォン、キム・ミンジュン、イ・ボムス他。2007年1月17日から同年3月15日まで毎週水曜と木曜の午後9時55分から毎回約70分間放送された。視聴者の好評により、当初予定の全16話を2話増やして全18話放送され、最終回に最高視聴率約25パーセントを記録した。キム・ヨンソプが企画し、イ・ジョンソンが脚本を書き、キム・ヒョンシクが演出を担当した。キム・ヒョンシクはこの作品の演出が評価され、2007年4月25日に開催された第43回百想芸術大賞授賞式でTV新人演出賞を受賞した。
ドラマ全編の動画がSBSの公式ウェブサイトで無料で公開されている。

## 登場人物

### 韓国大学病院
ポン・ダルヒ
演 - イ・ヨウォン
胸部外科のレジデント（研修医）になる。地方の医学大学出身者。
アン・ジュングン
演 - イ・ボムス
胸部外科専門医。天才的外科医。ダルヒを厳しく指導する。
イ・ゴヌク
演 - キム・ミンジュン
外科専門医。1年前に小児科のチョ・ムンギョンと離婚している。イ・ヒョンタク外科学科長の甥。
チョ・ムンギョン
演 - オ・ユナ
小児科専門医。1年前に外科のイ・ゴヌクと離婚している。
チョ・アラ
演 - チェ・ヨジン
胸部外科のレジデント1年目。
パク・チェボム
演 - キム・イングォン
胸部外科のレジデント1年目。
イ・ミヌ
演 - ソン・ジョンホ
胸部外科のレジデント1年目。
イ・ヒョンタク博士
演 - パク・クニョン
外科学科長。
ソ・ジョンファン博士
演 - イ・ギヨル
胸部外科学科長。

### ポン・ダルヒの家族
ヤン・ウンジャ
演 - キム・ヘスク
ダルヒの母。未亡人。
ポン・ミヒ
演 - キム・ジョンミン
ダルヒの妹。